# André Hervée
André Hervée (ou parfois orthographié André Hervé), né le 14 janvier 1933 à Saint-Cyr-du-Ronceray  et mort le 6 mai 2006 à Caen, est un ingénieur du son français.

## Filmographie partielle
- 1960 : Zazie dans le métro de Louis Malle
- 1961 : Un nommé La Rocca de Jean Becker
- 1962 : Le Combat dans l'île d'Alain Cavalier
- 1962 : Arsène Lupin contre Arsène Lupin d'Édouard Molinaro
- 1963 : La Baie des Anges de Jacques Demy
- 1964 : Thomas l'imposteur de Georges Franju
- 1964 : Échappement libre de Jean Becker
- 1965 : Cent Briques et des tuiles de Pierre Grimblat
- 1966 : Safari diamants
- 1967 : Le Voleur
- 1967 : Lamiel
- 1967 : Des garçons et des filles
- 1968 : Erotissimo
- 1968 : Le Gendarme se marie de Jean Girault
- 1970 : L'Ours et la Poupée
- 1970 : La Maison des Bories
- 1970 : Peau d'Âne de Jacques Demy
- 1971 : Raphaël ou le Débauché de Michel Deville
- 1971 : L'Alliance
- 1971 : Êtes-vous fiancée à un marin grec ou à un pilote de ligne ?
- 1971 : Rendez-vous à Bray
- 1972 : Faustine et le Bel Été de Nina Companeez
- 1972 : Un flic
- 1972 : État de siège
- 1973 : La Femme en bleu
- 1973 : L'Oiseau rare
- 1973 : L'Histoire très bonne et très joyeuse de Colinot trousse-chemise
- 1974 : Emmanuelle
- 1976 : L'Éducation amoureuse de Valentin
- 1981 : Eaux profondes de Michel Deville
- 1982 : Le Bourgeois gentilhomme
- 1982 : Une chambre en ville
- 1984 : Le Bon plaisir de Francis Girod
- 1984 : Joyeuses Pâques
- 1985 : À nous les garçons
- 1986 : Descente aux enfers de Francis Girod
- 1987 : Club de rencontres
- 1988 : La Passerelle
- 1988 : Chocolat
- 1988 : L'Enfance de l'art de Francis Girod
- 1988 : La Table tournante
- 1989 : Torrents of Spring
- 1989 : Astérix et le Coup du menhir
- 1990 : Lacenaire de Francis Girod
- 1991 : Le Cri du papillon
- 1994 : Délit mineur de Francis Girod
- 1996 : Passage à l'acte de Francis Girod
- 1998 : Terminale de Francis Girod